# Začret
Začrét je naselje ob vzhodnem delu Celja.

## Prebivalstvo
Etnična sestava 1991:
- Slovenci: 257 (87,1 %)
- Hrvati: 13 (4,4 %)
- Srbi: 1
- Neznano: 24 (8,1 %)